# Oedemera paganettii
Oedemera paganettii is een keversoort uit de familie schijnboktorren (Oedemeridae). De wetenschappelijke naam van de soort is voor het eerst geldig gepubliceerd in 1915 door Stolz.